# プレースキッカー

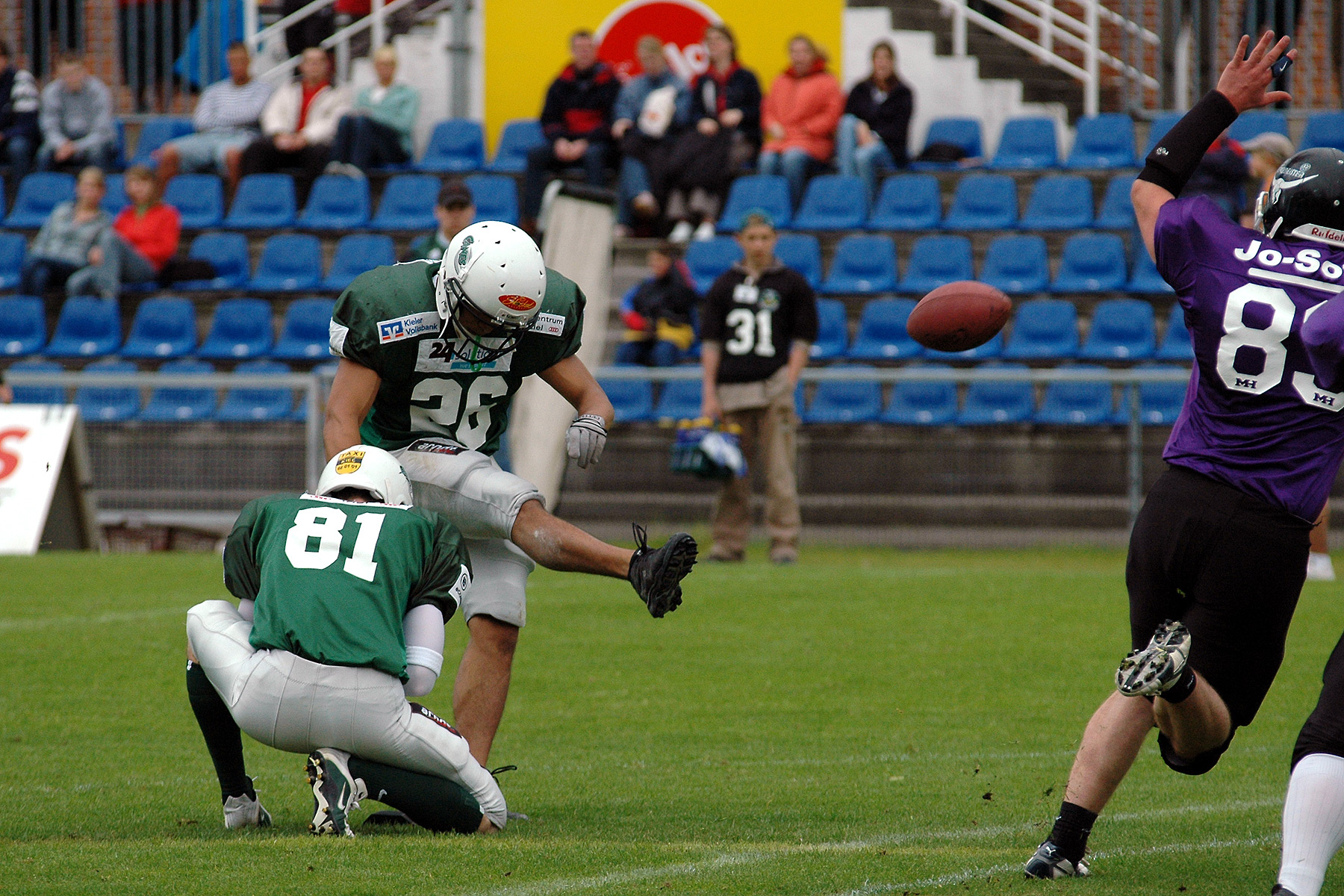
フィールドゴール

プレースキッカーは、アメリカンフットボールにおいて、フィールドゴールを蹴るポジションである。多くの場合、キックオフも蹴り、稀に、パンターも兼ねる。アメリカンフットボールで、「キッカー」は、大抵の場合、プレースキッカーのことを指す。

## 概要
キッカーはもともと特別なポジションではなく、1960年代までは他のポジションと兼任するのが一般的であった。1940年代前半に太平洋戦争による選手不足の影響から自由な交代が発案され、1940年代後半に自由な交代制が恒久的なルールとして規定されると、選手はポジションごとのスペシャリストが起用されるようになっていった。1940年代後半からキッカーのスペシャリストが登場し、1960年代にはキッカーのスペシャリストを各チームがロースターに入れることが一般的になった。
技術的な違いや怪我をした時に代わりがいなくなるリスクから、プロフットボールではパンターとキッカーを兼ねることは少なく、どちらかが怪我をした時の緊急の場合を除き、兼任することは稀である。また、キッカーがキックオフも蹴る場合が多いが、キックオフは飛距離、フィールドゴールは正確性を求められるので、チームによっては、キックオフとフィールドゴールで別のキッカーを起用したり、パンターがキックオフを務めることがある。
一方、アマチュアチームでは選手層が薄い場合が多く、キッカーとパンターを兼ねることや、他のポジションの選手がキッカーを兼任することが多い。
僅差でビハインドを背負った試合において、試合終了間際に同点もしくは逆転を狙うフィールドゴールを任される事が多く、プレッシャーに負けない強い精神力も求められる。

## チームでの位置づけ
キッカーやパンターは、年俸400万ドルを超えることがあるが、プロフットボール選手としては、低い給料である。他のポジションの選手に比べ、練習量が少ないので、チームの練習が残っていても帰ることを許されることが多い。キッカーはチームの中でも小柄であることが多かったが、近年では、筋力トレーニングにより、ワイドレシーバーやコーナーバックよりも大柄で重い選手も珍しくなくなっている。

### 背番号
プロフットボールにおいて、プレースキッカーはパンターやクォーターバックと同じ分類に分けられ、19番以下の番号を付ける。高校、大学アメフトでは他のポジションと兼任することが多いので、有資格レシーバーの番号（1番から49番、80番から99番）を付けられると規定されている州がほとんどである。